# Louis Duquesne Watelet de la Vinelle
Louis Joseph Amé Victor Duquesne de la Vinelle (Vaulz-lez-Tournai, 21 september 1865 - Doornik, 28 december 1938) was een Belgisch edelman.

## Biografie
Louis Duquesne was een zoon van Joseph Duquesne (1824-1877), eigenaar van steengroeven, en Lucienne Watelet de La Vinelle (1840-1907), en een broer van Henri Duquesne Watelet de la Vinelle, industrieel, burgemeester van Vaulz-lez-Tournai en volksvertegenwoordiger.
In 1886 verkreeg hij, samen met zijn broer, de Belgische nationaliteit en in 1898 opname in de Belgische erfelijke adel. In 1908 kreeg hij vergunning om Watelet de la Vinelle aan de familienaam toe te voegen, in herinnering aan uitgedoofde namen langs moederszijde.
Hij trouwde in 1892 in Brussel met Francisca Jooris (1873-1945), dochter van Emile Jooris, burgemeester van Varsenare. Ze kregen twee zoons en een dochter, maar enkel de tweede zoon, Gabriel (1895-1963), voor nageslacht.
Doctor in de rechten, werd hij arrondissementscommissaris van Doornik. Tijdens de Eerste Wereldoorlog verbleef hij in Engeland en werd er voorzitter van de Centrale Rekruteringscommissie voor het Belgisch leger.
Gabriel Duquesne Watelet de la Vinelle (1895-1963) stichtte in 1921 de Banque de Tournai, in 1935 overgenomen door de Bank van Brussel. Hij bleef directeur-generaal van de bank voor de streek van Doornik. Tijdens de Tweede Wereldoorlog bekommerde hij zich om het inzamelen en verdelen van geldsommen aan het gewapend verzet, de werkweigeraars en de oorlogsslachtoffers. Hij trouwde in Brussel in 1922 met Angèle Dupont (1900-1983), met afstammelingen tot heden.